# Aporia (album của Sufjan Stevens và Lowell Brams)
Aporia là album phòng thu của nam nhạc sĩ người Mỹ Sufjan Stevens và cha dượng Lowell Brams. Album được Asthmatic Kitty phát hành vào ngày 24 tháng 3 năm 2020. Hãng đĩa tổ chức một buổi nghe trước trực tiếp album trên YouTube vào ngày 23 tháng 3 năm 2020.

## Bối cảnh và phát hành
Aporia được truyền cảm hứng từ các nghệ sĩ của dòng nhạc new-age, trong đó có Enya. Stevens giải thích rằng album đánh dấu việc người cha dượng Lowell Brams về nghỉ hưu. Brams là người chồng thứ hai của mẹ Stevens và cũng là đối tác kinh doanh của anh. Ông đã cùng anh sáng lập hãng thu âm Asthmatic Kitty. Trong một bài phỏng vấn với Rolling Stone, Stevens cho biết album "kể một câu chuyện có ý nghĩa lớn lao hơn về trách nhiệm chăm sóc và sự dìu dắt. Ông ấy đã luôn giúp đỡ và ủng hộ tôi kể từ lúc tôi [mới] năm tuổi. [...] Bản thu âm này là sự tổng hòa của tất cả những chuyện đã xảy ra từ thời điểm đó [cho đến nay]."
Ban đầu, album dự kiến được phát hành vào ngày 27 tháng 3 năm 2020. Tuy nhiên, vì lo ngại rằng chuỗi các cửa hàng thu âm sẽ phải đóng cửa vì dịch COVID-19, hai nghệ sĩ quyết định đẩy lịch phát hành lên ngày 24 tháng 3 năm 2020.

## Thu âm
Stevens và Brams tiến hành thực hiện Aporia trong những lần Brams đến thăm nhà của Stevens ở New York. Stevens phát biểu rằng album chủ yếu là kết quả của những phiên thu âm ứng tác: "chín mươi phần trăm [trong số chúng nghe] hoàn toàn kinh khủng, nhưng chỉ [cần] bạn đủ may mắn, [thì] mười phần trăm [còn lại sẽ] là phép màu. Tôi chỉ cắt ra những khoảnh khắc nhiệm màu nho nhỏ đó." Sau đó, hai người lấy ra những đoạn nhạc hay nhất trong những buổi thu âm ứng tác của họ, rồi sắp xếp chúng thành các bài hát.

## Đánh giá chuyên môn
| Đánh giá chuyên môn  | Đánh giá chuyên môn |
| Điểm trung bình      | Điểm trung bình     |
| Nguồn                | Đánh giá            |
| -------------------- | ------------------- |
| Metacritic           | 72/100              |
| Nguồn đánh giá       |                     |
| Nguồn                | Đánh giá            |
| AllMusic             | [ 7 ]               |
| Consequence of Sound | B+                  |
| Exclaim!             | 7/10                |
| Pitchfork            | 6,8/10              |

Trên trang tổng hợp đánh giá Metacritic, Aporia nhận được điểm trung bình là 72 trên 100, dựa trên 11 bài đánh giá. Số điểm này tương ứng với nhận xét "các đánh giá nhìn chung là tích cực". Trong bài viết đánh giá Aporia trên AllMusic, Mark Deming nhận xét album "thỉnh thoảng lại giống như trải nghiệm đi vào một mê cung âm thanh, nhưng [nó] không bao giờ khiến cho người nghe có cảm giác như đang bị lạc[.] Và nếu như Brams có chút thời gian rảnh tay, thì hẳn là ông ấy có thể sẽ phung phí nó vào những việc tồi tệ hơn nhiều so với việc cùng ứng tác với đứa con trai riêng của mình thêm lần nữa". Grant Sharples của Consequence of Sound chấm album đạt điểm B+ và cho rằng, "xét tổng thể thì [đây là một album] nghe khá yên lặng[,]" "[đôi lúc] có chút lòe loẹt và căng thẳng, và chính nhờ những mâu thuẫn nội tại giữa sự căng thẳng và sự giải phóng này mà Aporia [đã] trở nên khác biệt".

## Danh sách bài hát
Tất cả các ca khúc được viết bởi Sufjan Stevens và Lowell Brams.
| Danh sách bài hát của Aporia | Danh sách bài hát của Aporia | Danh sách bài hát của Aporia |
| STT                          | Nhan đề                      | Thời lượng                   |
| ---------------------------- | ---------------------------- | ---------------------------- |
| 1.                           | "Ousia"                      | 2:33                         |
| 2.                           | "What It Takes"              | 3:23                         |
| 3.                           | "Disinheritance"             | 1:13                         |
| 4.                           | "Agathon"                    | 3:02                         |
| 5.                           | "Determined Outcome"         | 2:12                         |
| 6.                           | "Misology"                   | 1:49                         |
| 7.                           | "Afterworld Alliance"        | 2:47                         |
| 8.                           | "Palinodes"                  | 0:32                         |
| 9.                           | "Backhanded Cloud"           | 1:26                         |
| 10.                          | "Glorious You"               | 1:49                         |
| 11.                          | "For Raymond Scott"          | 0:34                         |
| 12.                          | "Matronymic"                 | 0:57                         |
| 13.                          | "The Red Desert"             | 2:54                         |
| 14.                          | "Conciliation"               | 1:20                         |
| 15.                          | "Ataraxia"                   | 1:12                         |
| 16.                          | "The Unlimited"              | 2:14                         |
| 17.                          | "The Runaround"              | 3:35                         |
| 18.                          | "Climb That Mountain"        | 3:00                         |
| 19.                          | "Captain Praxis"             | 2:13                         |
| 20.                          | "Eudaimonia"                 | 2:19                         |
| 21.                          | "The Lydian Ring"            | 1:02                         |
| Tổng thời lượng:             | Tổng thời lượng:             | 42:06                        |

## Những người thực hiện
- Lowell Brams – sáng tác, âm nhạc
- Sufjan Stevens – sáng tác, âm nhạc, phối khí, sản xuất

| Âm nhạc bổ sung - Thomas Bartlett - Nick Berry - Cat Martino - Yuuki Mathews - James McAllister - Steve Moore - John Ringhofer - D. M. Smith | Kỹ thuật - T. W. Walsh – master |

## Xếp hạng

### Xếp hạng tuần
| Bảng xếp hạng (2020)              | Vị trí cao nhất |
| --------------------------------- | --------------- |
| Album Scotland (OCC)              | 27              |
| Hoa Kỳ New Age Albums (Billboard) | 5               |